# Emser Therme
Koordinaten: 50° 19′ 58″ N, 7° 42′ 49″ O
Die Emser Therme ist ein im Dezember 2012 eröffnetes Thermalbad im Rheinland-Pfälzischen Kurort Bad Ems. Die Thermenanlage nutzt das mineralhaltige Thermalwasser des Robert-Kampe-Sprudels, der die wichtigste Heilquelle in dem Kurort darstellt. Betrieben wird die Therme von der Emser Therme GmbH einer Tochtergesellschaft der Schweizer Kannewischer Management AG.

## Geschichte
Bereits 1971 wurde an der Viktoriaallee in Bad Ems ein Thermalbad erbaut, welches nach einer Renovierung und Erweiterung 1994  „Emser Therme“ genannt wurde. Das alte Bad wurde ebenfalls mit dem Thermalwasser des 1955 durch eine Bohrung gefassten Robert-Kampe-Sprudel versorgt und besaß 1200 m² Wasserflächen, einen Saunabereich und medizinische Massageabteilungen. Besitzer und Betreiber war die Staatsbad Bad Ems GmbH. Nach der Schließung zum 15. Dezember 2010 wurde das Gebäude von Januar bis März 2011 vollständig zurückgebaut und ab Frühjahr 2011 mit dem Neubau der Emser Therme begonnen. Nach einer ca. einjährigen Bauzeit wurde am  5. März 2012 das Richtfest gefeiert. Rund 1 ½ Jahre nach dem ersten Spatenstich erfolgte im Beisein des rheinland-pfälzischen Innenministers Roger Lewentz am 19. Dezember 2012 die Eröffnung.

## Bereiche
Die Emser Therme ist in folgende fünf Bereiche gegliedert.
Im Gebäude stehen 7 Pools zur Verfügung. Mit einem Kaltbecken, einem Thermal-Innenbecken, einem Heißbecken sowie einem Sport-Außenbecken besitzt die Therme verschiedene Becken mit Temperaturen zwischen 18 und 38 °C. Einige Becken verfügen über Sprudelsitze, Massagedüsen und Nackenstrahler. Weitere Bereiche sind das Kräuterdampfbad, die Emser Salzinhalation, ein Regenfeld und ein Thermengarten mit Blick auf die Lahn.
Der Saunabereich bietet mehrere Saunen mit diversen Ausstattungen und Temperaturniveaus. Weiterhin gehören ein Warmluftbad, ein Dampfbad, verschiedene Fußbäder, Ruhebereiche und eine Saunabar dazu. Der textilfreie Saunapark umfasst die Salzsauna und die Gartensauna mit Temperaturen von jeweils 85 °C.
Der Saunabereich wurde durch die im Juni 2014 eröffnete ganzjährig betriebene Flusssauna erweitert. Das 250 m² große Bauwerk steht in einem Seitenarm der Lahn auf einer Pfahlgründung. Das Gebäude umfasst eine finnische Sauna, eine Ruhesauna, eine Loungeterrasse und eine Saunabar.
Der Wellnessbereich verfügt über einen Hamam und zwei Wasserschwebebetten, darüber hinaus gibt es Massagen, verschiedenen Kosmetikbehandlungen, Wellnessanwendungen sowie Bäder.
Es ist ein Fitness-Bereich mit Geräten vorhanden.
Zur Emser Therme gehört das Restaurant Halberts mit 64 Plätzen sowie einer Außenterrasse.

## Architektur

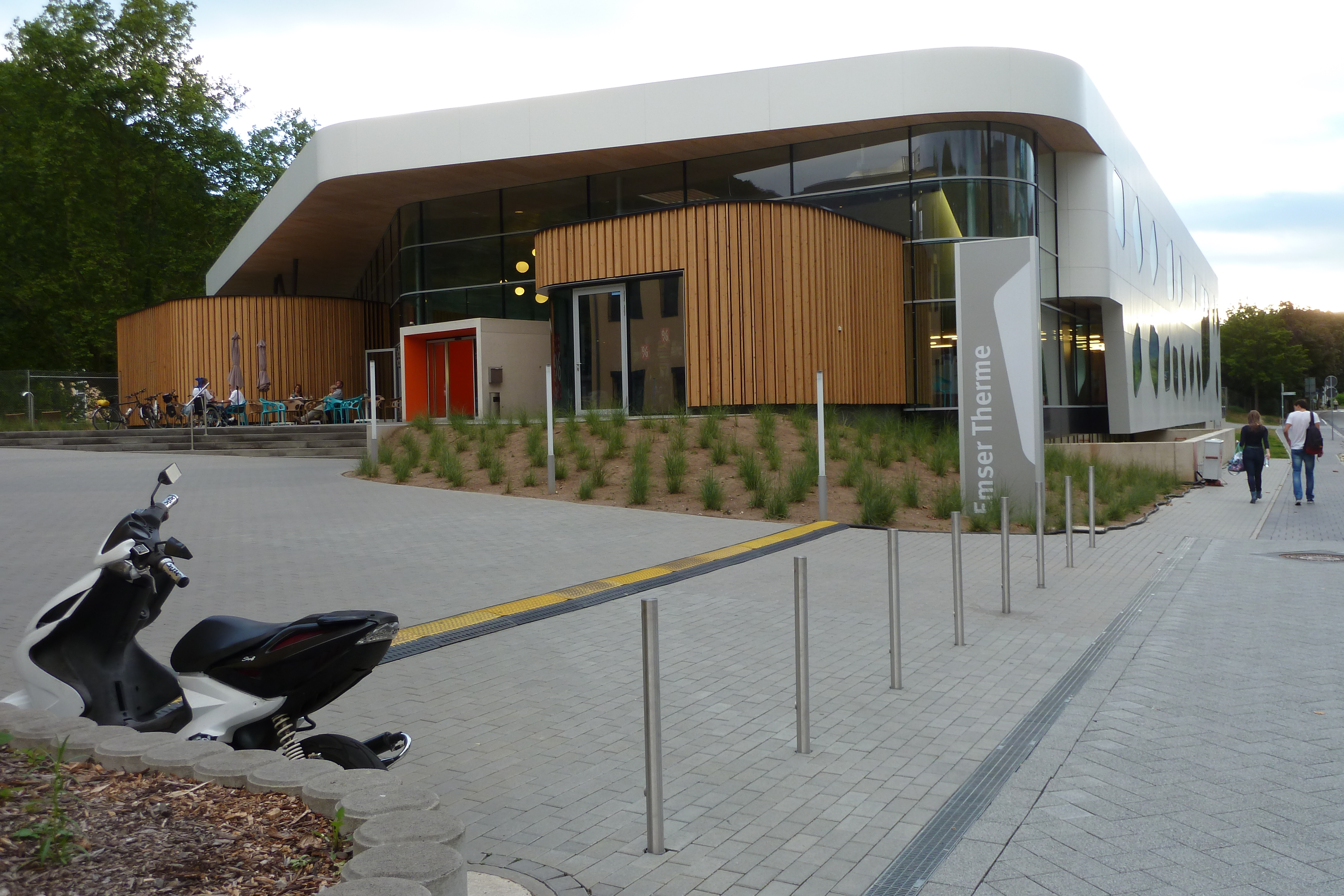
Fassade der Emser Therme

Die Emser Therme wurde nach Plänen des Stuttgarter Büros 4a Architekten erbaut. Aufgrund der direkten Lage an der Lahn war ein zentrales gestalterisches Thema dabei der Flusskiesel. So sind die runden Baukörper, Schwimmbecken, verschiedene Fassadenöffnungen und die Wandgestaltung im Innenraum den abgerundeten Formen der Flusskiesel nachempfunden. Die Fassaden bestehen aus weißem Aluminiumblech, Holzschalungen und Glaselementen. Die Innenraumgestaltung ist gekennzeichnet durch abgerundete Formen, warme Farben und natürliche Materialien.

## Thermalwasser

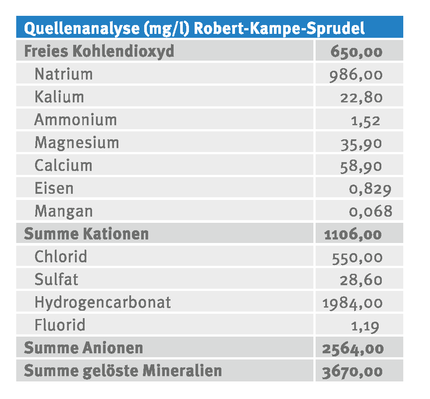
Quellenanalyse Robert-Kampe-Sprudel

Eine der Hauptquellen in Bad Ems ist der Robert-Kampe-Sprudel, der mit 57,2 °C zu den wärmsten Quellen Deutschlands gehört und in der Emser Therme genutzt wird. Die Thermalquelle wurde durch eine 72,9 Meter tiefe Bohrung erschlossen und zählt heute zu der wichtigsten Thermalquelle im Kurort. Das verwendete Thermalwasser ist reich an Mineralstoffen und Spurenelementen, u. a. Fluorid, Strontium, Lithium und Barium und wird auch zur Herstellung der Emser Pastillen genutzt. Den größten Anteil machen die Hydrogencarbonat-Ionen (HCO3) aus. Das Emser Heilwasser wird mit 4,16 g/l Gesamtlösungsinhalt  hydrochemisch als fluoridhaltige Natrium-Chlorid-Hydrogentherme charakterisiert. Dank der mineral- und spurenelementreichen Zusammensetzung eignet sich das Thermalwasser bei verschiedenen Erkrankungen z. B. der Atemwege, der Haut, der Gelenke sowie des Herz-, Gefäß- und Kreislaufs.

## Kritik
Der Bau der Emser Therme wurde vom Rechnungshof Rheinland-Pfalz als Verschwendung von Steuergeldern eingestuft. So sei der private Bau mit 18,1 Millionen Euro gefördert worden, während das Land in den Jahren 2009 bis 2014 insgesamt 11,9 Millionen Euro zur Deckung von Verlusten für die Beteiligung am öffentlichen Staatsbad Bad Ems bereitstellen musste.